# Furacão Julia
O furacão Julia foi um furacão de categoria 4 que se formou a partir de 12 de setembro de 2010 na bacia do Atlântico. Foi o décimo segundo ciclone tropical e o quarto furacão principal da temporada de furacões no Atlântico em 2010.
O Julia desenvolveu-se rapidamente a partir de uma onda tropical próxima a Cabo Verde e, em 14 de setembro, atingiu o status de furacão. Posteriormente, entrou em uma rápida tendência de intensificação, atingindo a categoria 4 em 24 horas. Após o pico de intensidade, o seu desenvolvimento foi impedido a partir da interação com outro furacão próximo, o Igor, tendo sido rebaixado para tempestade tropical em 18 de setembro. Posteriormente, deslocou-se para uma região de condições desfavoráveis, em direção a temperaturas mais baixas da superfície do mar e entrou em uma transição extratropical em 20 de setembro.
No seu curso, não representou ameaça significativa para os continentes e ilhas, e os danos relacionados à tempestade foram mínimos. As maiores precipitações de chuva ocorreram nas ilhas de Cabo Verde, causando inundações locais, com reflexos pouco significativos. Rajadas de vento que atingiram o território alcançaram picos de 30 mph (48,3 km/h), resultando em danos principalmente na agricultura.

## Histórico meteorológico
As origens do Julia remontam a uma potente onda tropical, ou a uma área de baixa pressão na linha do equador, que emergiu no Atlântico ao longo da costa ocidental da África em 11 de setembro de 2010. Na época, o sistema manteve uma forte convecção, com ventos do leste, levando o Centro Nacional de Furacões (CNF) a começar a rastrear o sistema. À medida que a onda movia-se para o oeste de 10 mph (16,1 km/h) a 15 mph (24,1 km/h), notou-se uma rápida expansão na formação, bem como uma queda significativa na pressão da superfície. O sistema continuou a se expandir, e várias horas depois, o CNF reportou que bastaria um pequeno aumento para que fosse classificado como um ciclone tropical. A partir de 12 de setembro, uma depressão tropical se desenvolveu e o CNF emitiu alertas às 15h00 UTC. Naquele momento, o ciclone estava situado a 400 m.n. (741 km) a sudeste das ilhas mais ao sul de Cabo Verde.
Durante várias horas, a constante evolução continuou à medida que a depressão mantinha sua trajetória para o oeste. Doze horas depois da formação, a tempestade atingiu ventos de 40 mph (64,4 km/h). Durante várias horas, nenhuma mudança significativa ocorreu em sua intensidade ou organização, quando Julia passou perto de Cabo Verde, embora a tempestade estivesse recuando gradualmente para o oeste-noroeste. Uma lenta intensificação voltou a ocorrer quando a tempestade ultrapassou as ilhas de Cabo Verde e até o início do dia 14 de setembro, mostrou uma característica irregular. Devido a temperaturas altas da superfície do mar de cerca de 28 °C (82,4 °F), teve início um período de intensificação e, em poucas horas, Julia atingiu o status de categoria 1. Embora localizado ao longo de uma área com quantidade de calor oceânico relativamente baixa, Julia continuou a intensificar-se rapidamente com baixo cisalhamento vertical do vento e com temperaturas favoráveis da superfície do mar; como tal, o furacão foi atualizado para o status de categoria 2 em 15 de setembro. Em menos de duas horas, alcançou a intensidade da categoria 3, tornando-se o quarto maior furacão da temporada. A tendência de rápida intensificação continuou, e Julia passou à Categoria 4, seis horas depois. Com base em estimativas de satélite, seus ventos atingiram o máximo de 140 mph (225 km/h) e uma pressão barométrica mínima de 0,948 bar (94 800 Pa).

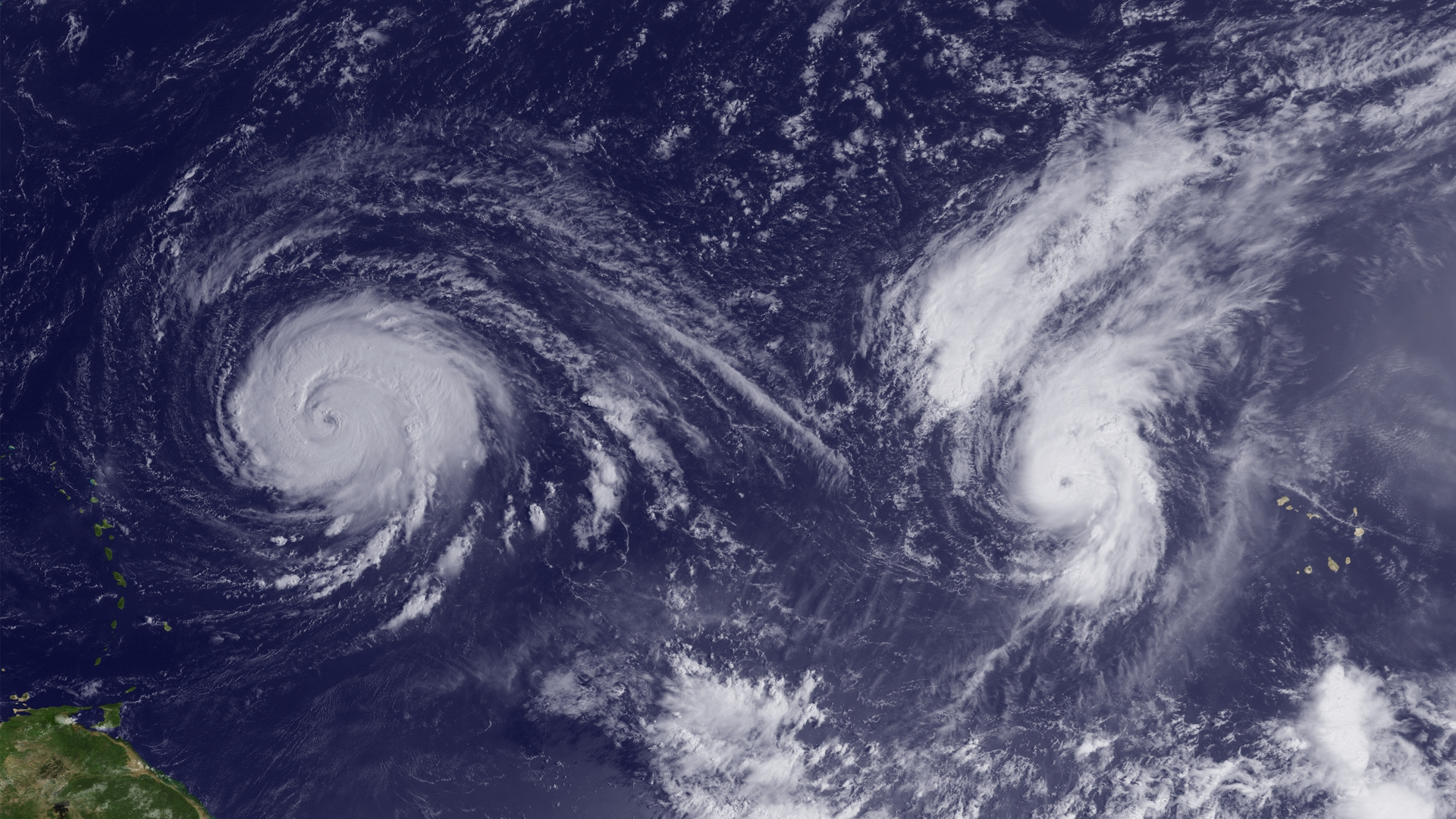
O furacão Julia (à direita) se aproxima do Igor, em 15 de setembro, perdendo assim a intensidade e afastando-se da terra.

Ao aumentar a intensidade, o furacão acelerou ligeiramente enquanto fazia uma curva em direção a noroeste, mantendo no entanto, seu nível médio a superior, a sudoeste. Além disso, esse sistema gerou um fluxo sul desfavorável na parte superior, induzindo um ligeiro enfraquecimento da tempestade. No início de 16 de setembro, o fulcro do Julia tornou-se indistinguível nas imagens de satélite e, movendo-se para leste do furacão Igor, de maior intensidade, que passava próximo. Ao mesmo tempo, a saída de Igor começou a influenciar a circulação do Julia e, devido às temperaturas mais frias da superfície do mar, a tempestade enfraqueceu abaixo da intensidade de furacão no final de 17 de setembro. Em seguida, Julia voltou a acelerar enquanto se curvava mais para o norte e progressivamente seguindo nesta direção. Estima-se que Julia degenerou em uma baixa pós-tropical até 1800 UTC em 20 de setembro, enquanto se localiza a cerca de 1 095 m.n. (2 030 km) a oeste dos Açores. A tempestade resultante serpenteou por todo o Atlântico por vários dias, continuando para o leste, antes de executar um loop alongado para o sul. Seguindo sua trajetória errática, os resquícios do Julia prosseguiram para o noroeste e chegaram a 350 m.n. (648 km) das ilhas Bermudas, onde foram novamente monitorados brevemente pelo CNF, que interrompeu o monitoramento do sistema em 28 de setembro.